# 파치키

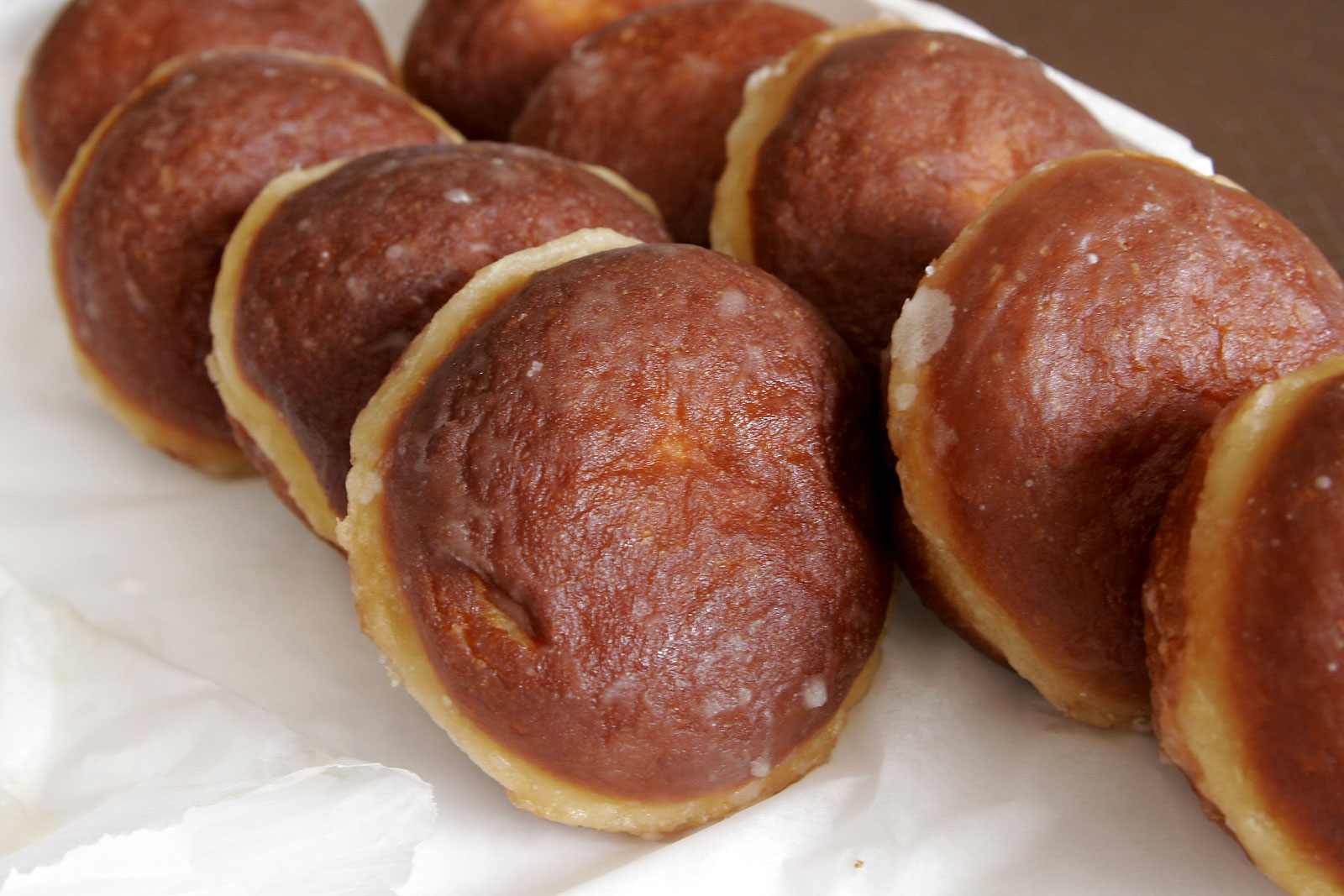
파치키

파치키(Pączki)는 폴란드 요리에서 발견되는 속을 채운 도넛이다.